# ارتودنسی
اُرتودُنسی یا اَرتادَندان‌پزشکی (به فرانسوی: Orthodontie) یکی از رشته‌های تخصصی دندان‌پزشکی است. این کلمه مرکب است از دو واژهٔ لاتین «اُرتو» در فارسی «اَرتا» به معنای «راست» و «درست»، و «اودون» به معنای «دندان». ارتودنسی یکی از مهم‌ترین رشته‌های تخصصی دندانپزشکی است. همچنین اولین تخصص معرفی‌شده در دندانپزشکی می‌باشد.
کار ارتودنسی بیشتر تصحیح مال‌اُکلوزیون (مَل‌اُکلوژِن) یا جفت‌شدن نامناسب دندان‌هاست. این امر می‌تواند ناشی از موقعیت نادرست دندان‌ها یا دو آرواره نسبت به هم باشد، یا ممکن است درجاتی از هر دو مشکل در یک فرد موجود باشد. درمان‌های ارتودنسی ممکن است تنها بر تصحیح موقعیت دندان‌ها یا تغییر الگو و جهت رشد دو آرواره (درمان‌های ارتوپدیک) متمرکز باشد. از جنبهٔ دیگر می‌توان درمان‌های ارتودنسی را به درمان با دستگاه‌های ثابت و متحرک تقسیم کرد. دستگاه‌های ثابت دستگاه‌هایی هستند که در طول درمان نیازی به خارج نمودن آن‌ها از دهان توسط بیمار وجود ندارد و اجزای اصلی تشکیل‌دهندهٔ آن‌ها براکت و سیم می‌باشد. براکت‌ها همان اجزای کوچکی می‌باشند که توسط چسب خاصی به دندان چسبانده می‌شوند. در بین مردم از اصطلاح سیم‌کشی یا سیم‌بستن دندان هم برای اشاره به این عمل استفاده می‌شود. دستگاه‌های متحرک انواعی اند که بیمار می‌تواند در طول درمان آن‌ها را از دهانش خارج کند، البته گاهی این خارج نمودن ممکن است بنا بر تجویز ارتودنتیست محدود به زمان‌های کوتاهی مانند زمان غذاخوردن یا مسواک زدن باشد. این نوع دستگاه‌ها در بین مردم به «پلاک» مشهورند.

## واژه‌شناسی
این کلمه مرکب است از دو واژه لاتین «ارتو» به معنای «راست» و «درست» و «ادوس» یا مشتق آن «دنس» به معنای «دندان».

## زمان مناسب ارتودنسی
زمان مناسب برای شروع درمان ارتودنسی بستگی به نوع ناهنجاری دارد؛ در مورد بیمارانی که مشکلات اسکلتی دارند، به‌عنوان مثال فک بالای آن‌ها جلوتر از موقعیت طبیعی است یا برعکس فک پایینشان عقب‌تر از موقعیت مناسب خود قرار گرفته، بهترین زمان برای شروع درمان، سال‌های قبل از بلوغ است چون می‌توان از رشد کودکان و نوجوانان برای درمان این ناهنجاری‌ها استفاده کرد، بنابراین حوالی سن ۹سالگی برای دختران و حوالی سن ۱۱سالگی برای پسران توصیه می‌شود. در مورد مشکلاتی که صرفاً مربوط به دندان‌ها می‌شود محدودیت سنی وجود نداشته ولی زمان طلایی برای درمان حوالی ۱۲سالگی است.
بر اساس توصیه انجمن دندانپزشکان آمریکا (ADA) بهترین سن ویزیت جهت دندانپزشک عمومی مقارن با رویش دندانهای شیری یعنی حدود ۷ سال اول تولد می‌باشد.
اگر ناهنجاری‌ها مربوط به استخوان فک باشد و تا قبل از بلوغ تشخیص داده نشود، بیمار ممکن است نیاز به جراحی فک پیدا کند؛ بنابراین تشخیص به موقع (محدوده سنی ۶ تا ۱۰ سالگی) می‌تواند باعث جلوگیری از جراحی فک و صورت، و تأمین زیبایی در سن بالاتر می‌شود. با این حال برای ارتودنسی محدودیت زمانی معمولاً وجود ندارد و تا زمانی که دندان در دهان سالم است می‌توان این درمان را انجام داد؛ ولی هرچه سن کمتر باشد بهتر است.

## متخصص ارتودنسی
ارتودنسی در بسیاری از کشورهای دنیا با تفاوت‌هایی آموزش داده می‌شود. در ایران یک دندانپزشک پس از ۶ سال تحصیل دندانپزشکی و اخذ مدرک دکترای عمومی دندانپزشکی، پس از گذراندن طرح، می‌تواند در آزمون پذیرش دستیار (رزیدنت) تخصصی دندانپزشکی شرکت کند و در صورت قبولی وارد این دورهٔ تخصصی شود. طول دورهٔ رسمی تخصص ارتودنسی در ایران ۳ سال است.
ارتودنسی در واقع یکی از شاخه‌های تخصصی دندانپزشکی است که برای زیباتر شدن صورت و دندان‌ها و بهبود عملکرد آن‌ها مورد استفاده قرار می‌گیرد. کجی دندان‌ها، اوربایت و آندربایت (جلوتر بودن بیش از اندازه دندان‌های بالا یا پایین)، کراس بایت، شلوغی دندان‌ها و اختلال‌های مربوط به فک از مشکلاتی است که توسط متخصصان ارتودنسی درمان می‌شود. در مواردی متخصص اطفال دندانپزشکی ویا دندانپزشک عمومی نیز اقدامات درمانی ارتودنسی رانیز انجام می‌دهند.

## انواع دستگاه‌های ارتودنسی
- دستگاه‌های ثابت - سیستم‌های edgewise استاندارد: براکت تمام دندان‌ها مشابه است. برای تنظیم موقعیت دندان‌ها خم‌هایی در سیم تعبیه می‌شود. - سیستم‌های straightwire یا edgewise از پیش تنظیم شده: تنظیم موقعیت مورد نظر هر دندان، در براکت آن دندان تعبیه و جایگزین خم‌ها شده‌است.
- دستگاه‌های اصلاح رشد ماگزیلا و مندیبل: برای رشد افتراقی فک‌ها به کار می‌روند. انواع آن شامل هدگیر high-pull، هدگیر cervical-pull، هدگیر J-hook، هدگیر reverse-pull، چانه‌گیر (chincup)، دستگاه‌های فانکشنال (مانند هربست و twinblock)
- دستگاه‌های بی‌نیاز از پذیرش بیمار (Non-compliant) برای تصحیح مال‌اکلوژن‌های کلاس II: مانند pendulum
- الاینرها (Aligners): یک سری تری که برای ردیف کردن دندان‌های یک بیمار آماده می‌شود و بیمار از آن‌ها استفاده می‌کند.
- دستگاه‌های تصحیح کراس‌بایت خلفی: ماگزیلا را گسترش می‌دهند. در صورتی که گسترش با سرعت ۰٫۵ میلی‌متر در روز انجام شود، گسترش سریع است، در صورتی که با سرعت ۱ میلی‌متر در هفته انجام شود، گسترش آهسته می‌گویند. دستگاه‌های hyrax و haas در این دسته قرار می‌گیرند.
- اپلاینس‌های مورد استفاده در دورهٔ دندانی مختلط: مانند lingual arch
- اپلاینس‌های مورد استفاده در کنترل موقعیت عمودی انسیزورها: مانند intrusion arch و extrusion arch
- الاستیک‌ها: برای ایجاد نیروی حرکت دندانی مورد استفاده قرار می‌گیرند. الاستیک‌های کلاس I، کلاس II، کلاس III، کراس‌بایت و میدلاین از جمله انواع آن است.[۴]

## مهم‌ترین اجزای ارتودنسی
- براکت‌ها:

براکت‌ها در واقع عامل ارتباطی بین سیم ارتودنسی و سیستم دندانی بیمار هستند. براکت‌های فلزی، براکت‌های سرامیکی و براکت‌های خودقفل‌شونده، سه نوع براکت ارتودنسی هستند.
- بندهای فلزی:

حلقه‌های فلزی که در اکثر مواقع دور دندان آسیای بزرگ قرار می‌گیرد و ارتودنتیست سیم را در داخل کانال ویژه‌ای که روی این حلقه نصب است قرار می‌دهد. این حلقه فلزی توسط یک ماده خاص به دندان چسبیده و محکم می‌شود. قبل از بندگذاری، از جداکننده‌های فلزی یا سرامیکی استفاده می‌شود.
- سیم ارتودنسی

سیم‌هایی که در دوران درمان ارتودنسی مورد استفاده قرار می‌گیرند، در داخل شیار کوچکی درون براکت‌ها متصل و با حلقه‌های لاستیکی کوچک یا سیمهای فلزی نازک در جای خود محکم می‌شوند. البته در ارتودنسی دیمون نیازی به این حلقه‌های لاستیکی وجود ندارد. سیم‌های مراحل اولیه فشاری را به دندان‌ها وارد می‌کنند تا آن‌ها را به جایگاه صحیح هدایت کنند. سیم‌هایی که در طول مراحل اولیه درمان به منظور اصلاح به هم ریختگی و چرخش دندان‌ها استفاده می‌شوند، نازک و قابل انعطاف و از جنس نیکل تیتانیوم هستند. معمولاً در این مرحله از درمان است که شاهد بیشترین و بزرگ‌ترین تغییرات هستیم. در بیشتر معاینات در طول درمان، سیم‌ها عوض می‌شوند. همچنان که درمان ارتودنسی ادامه می‌یابد، متوجه می‌شوید که سیم‌های استفاده شده ضخیم‌تر و محکمتر می‌شوند. نیکل تیتانیوم، بتاتیتانیوم و استنلس استیل، انواع سیم‌های ارتودنسی هستند.
- قلاب‌های الاستیکی و بندهای لاستیکی
- لیگاچور

## درد ارتودنسی
در ابتدای درمان ارتودنسی و پس از قرار گرفتن براکت‌ها، ممکن است بیمار کمی احساس درد و ناراحتی داشته باشد. این مشکل پس از مدت کوتاهی برطرف شده و احساس درد دندان از بین خواهد رفت.
معمولاً درد طی چند ساعت پس از اعمال نیروهای سنگین ارتودنسی شروع می‌شود و ۲ تا ۴ روز طول می‌کشد، با تغییر در بافت‌های مرتبط این درد تا فعال‌سازی بعدی دستگاه ارتودنسی کاهش می‌یابد. مسکن استامینوفن نسبت به ایبوپروفن و آسپرین در درمان‌های ارتودنسی بهتر است.

## طول دوره درمان ارتودنسی
طول دوره درمانی ارتودنسی بسته به نوع عارضه و روش درمان متفاوت است. اما زمان اصلاح اختلالات دهان و دندان بوسیله ارتودنسی معمولاً بین چند ماه تا دو سال و نیم متغیر است. نظر نهایی در خصوص نحوه و مدت انجام درمان ارتودنسی را دندانپزشک متخصص پس از معاینه تخصصی دهان و دندان‌ها به بیمار اعلام می‌کند.

## یافته‌های علمی
۱) در گذشته عقیده بر این بود که برای پیشگیری از بهم ریختگی دندان‌های جلویی (قدامی) فک پایین، بعد از اتمام ارتودنسی، دندان‌های عقل پایین کشیده شود؛ ولی امروزه مشخص شده که حضور یا عدم حضور دندان عقل عامل اصلی بهم ریختگی در دندان‌های قدامی فک پایین نیستند.
۲) مکیدن انگشت و پستانک پس از سن ۴ سالگی، موجب بروز بیماری‌های دهان و دندان از جمله پوسیدگی زودرس دندان‌ها و بی نظمی در قوس دندان‌ها می‌شود.
۳) استفاده از ریتینرها و نگهدارنده‌ها بعد از درمان ارتودنسی از بهم ریختگی مجدد دندانها جلوگیری می‌کند.